# Lord protektor
Lord protektor (angleško Lord Protector) je naziv za voditelja države, v različnih obdobjih zgodovine je imel dva pomena. 

## Fevdalni kraljevi regent
Naziv Lord protektor se je originalno uporabljal za prince ali druge aristokrate, ki so delovali kot samostojni regenti (in ne samo kot člani regentskega sveta), dokler je bil angleški monarh še mladoleten ali nesposoben za vladanje.
Znani primeri so: 
- Rihard III. Angleški je bil lord protektor Edvardu V., preden je sam postal kralj.
- Edward Seymour, Vojvoda Somersetski, je bil lord protektor v zgodnjih letih vladavine Edvarda VI.

## Cromwellska republika
Naziv Lord Protector of the Commonwealth of England, Scotland and Ireland (Lord protektor skupnosti Anglije, Škotske in Irske) je bil naziv voditelja države v obdobju interregnuma. Naziv sta nosila Oliver Cromwell (december 1653–september 1658) in njegov sin Richard Cromwell (september 1658–maj 1659).